# Menhir de Saint-Jeures
La menhir de Saint-Jeures, est un menhir situé sur la commune de Saint-Jeures dans le département français de la Haute-Loire.

## Historique
L'édifice est inscrit au titre des monuments historiques par arrêté du 5 janvier 1989.

## Description
Le menhir se trouve le long de la D 18. Il est coiffé d'une croix en fer forgé et est probable que le nom « La Croix de Pierre » fasse référence à saint-Pierre plutôt qu'aux matériaux utilisés pour fabriquer la croix en fer.